# Ferrovie della Georgia

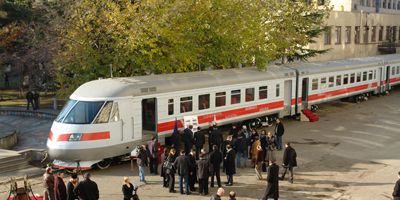
Un treno passeggeri odierno delle ferrovie della Georgia

Le Ferrovie della Georgia (in russo: Грузинская железная дорога) sono le ferrovie, un tempo appartenenti alla rete di Stato dell'URSS, che ricadono nel territorio della repubblica ex-sovietica di Georgia.

## Storia

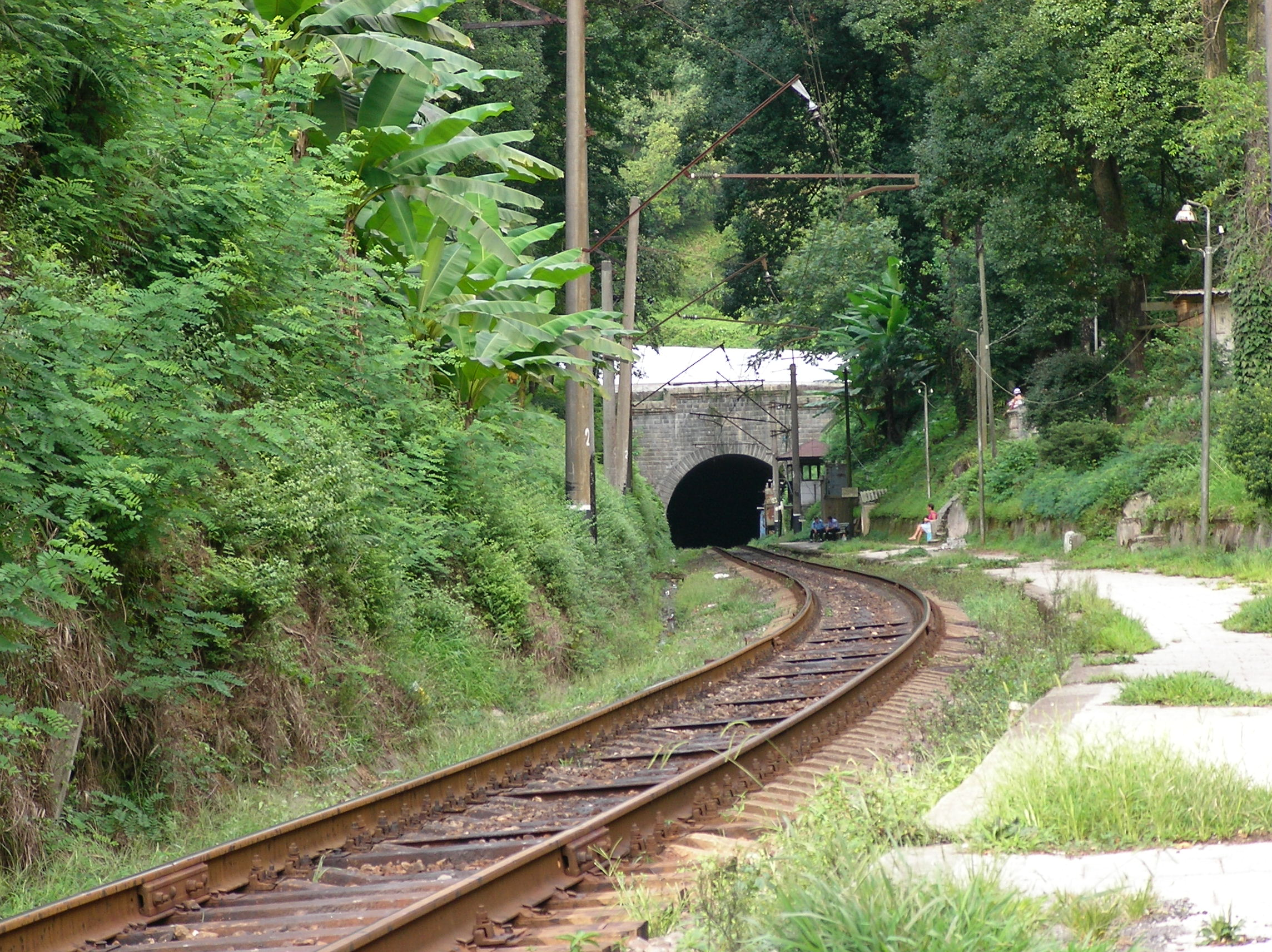
Un tunnel ferroviario in Georgia

La nascita della prima ferrovia in Georgia risale al tempo degli Zar, nel 1865. Nel 1871 era possibile viaggiare tra Poti e Kvirila (oggi Zestaponi). Il 10 ottobre 1872 il primo treno passeggeri collegava Poti alla città di Tbilisi.
La rete continuò ad espandersi da questo primo asse ferroviario centrale: Rioni fu collegato a Kutaisi nel 1877, a Tkibuli nel 1887, Zestaponi con Ch'iatura nel 1895. Nel 1883 divenne operativo il collegamento Tbilisi-Baku per il trasporto del petrolio dell'Azerbaijan al porto di Batumi. Infine nel 1899 era divenuto operativo il collegamento tra Georgia ed Armenia. A causa dell'orografia difficile della Georgia, gli ingegneri ferroviari si sono dovuti confrontare spesso con problemi difficili da risolvere; nel 1890 venne costruito il tunnel a doppia canna di Tsipa che rese possibile un transito più breve tra est e ovest. Da Khashuri a Borjomi l'esercizio ferroviario iniziò nel 1894, con la tratta successiva Borjomi-Bakuriani che collegava le zone di alta quota e i campi di sci, a scartamento ridotto operativa a partire dal 1902. il tronco di Kakheti entrò in funzione nel 1915.
Il secondo momento di sviluppo delle ferrovie in Georgia coincise con la necessità della rapida industrializzazione e allo scopo di accelerare la distribuzione dei prodotti agricoli come tè, limoni e vino. Di tale fase sono la ferrovia Natanebi-Ozurgeti (1924); la Brotseula-Tskaltubo (1934), la Senak'i-Ingiri-Gali (1930), la Gali-Ochamchire-Sokhumi (1938) e la Gori-Tskhinvali (1940). La costruzione della tratta Sokhumi-Adler per la connessione alla rete Russa iniziò durante la seconda guerra mondiale, e divenne operativa nel 1949. Nel 1932 il primo treno sovietico a trazione elettrica attraversò il passo di Surami. Le prime 8 locomotive elettriche, classe S, furono fornite dalla General Electric seguite da ulteriori 21, Classe Ss, costruite in Russia dalle fabbriche Kolomna e Dinamo tra il 1932 e il 1934. Dal novembre 1967 tutte le ferrovie georgiane erano elettrificate inclusa la Borjomi-Bakuriani a scartamento ridotto.
Dal 1946 in poi gli ingegneri militari sovietici procedettero all'automatizzazione e all'installazione dei sistemi di Blocco automatico. Entro il 1949 erano stati installati anche sistemi di comunicazione via radio sui treni.
La nuova tratta ferroviaria Marabda-Akhalkalaki venne aperta il 31 dicembre 1986.

## Il presente

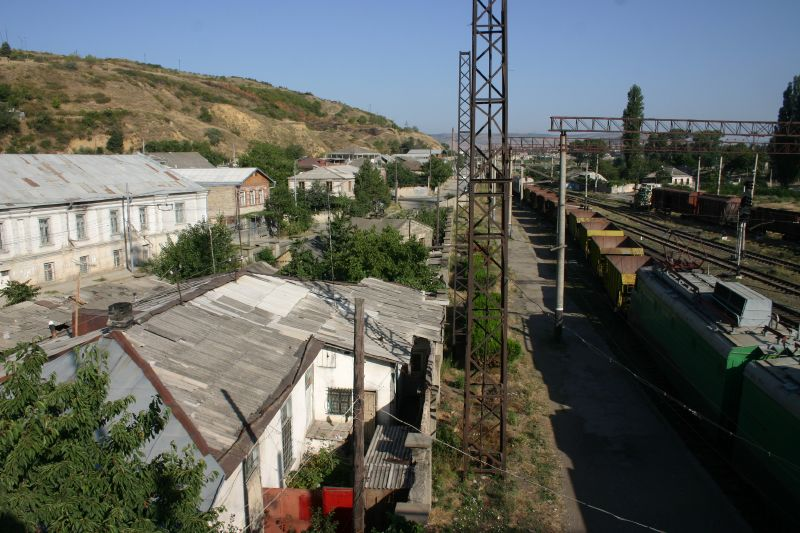
Gori, stazione

A partire dalla dissoluzione dell'Unione Sovietica, il governo georgiano ha preso il controllo delle istituzioni vitali del paese, iniziando un'aggressiva politica di privatizzazione. L'assetto delle ferrovie della Georgia venne posto al 100% sotto il controllo della compagnia Ferrovie della Georgia LLC che opera sotto la supervisione dell'Agenzia di sorveglianza delle imprese, sezione del Ministero dello Sviluppo economico. Nell'intento di giungere alla privatizzazione delle ferrovie il governo nel gennaio 2007 ha costituito una partnership mista pubblico/privato con la compagnia privata britannica Parkfield.

## Infrastrutture

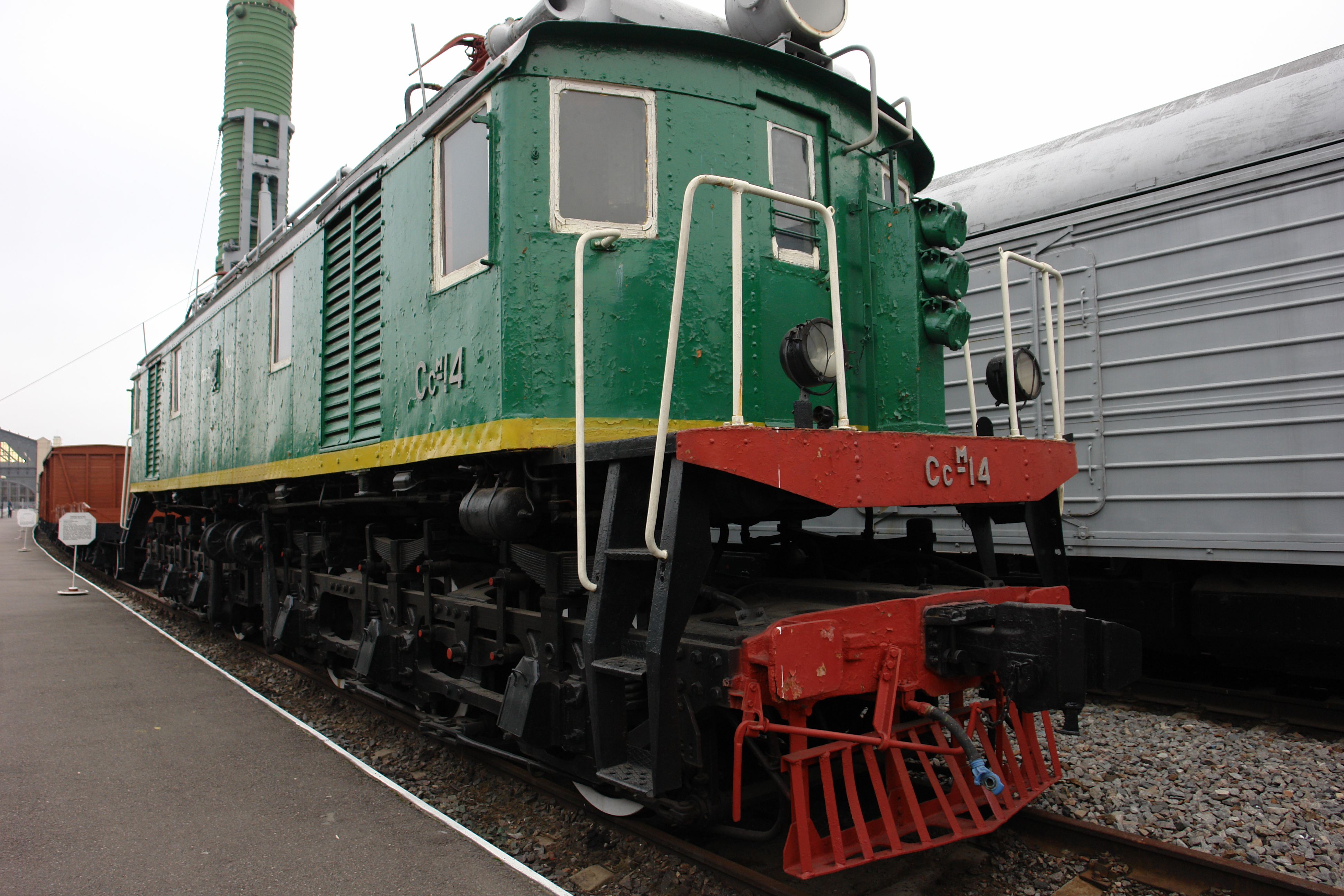
Una locomotiva del 1933 Classe Ss costruita per la linea del passo Surami

Le ferrovie georgiane rappresentano un vitale collegamento tra Mar Nero e Mar Caspio, e il percorso più breve tra Europa e Asia Centrale. Costruita a scartamento largo russo ed elettrificata al presente la linea ferroviaria principale delle ferrovie Georgiane raggiunge 1323,9 km di lunghezza, con 1422 ponti, 32 tunnel, con 22 stazioni passeggeri e 114 merci.
Nel 2003 la rete era costituita da:
- 1575 km a scartamento largo (1520 mm) elettrificati a 3000 V
- 37 km a scartamento ridotto (912 mm) elettrificati 1500 V

La flotta GR è costituita da 218 locomotive elettriche (serie 4E1, 4E10, VL10, VL11, VL22), 175 locomotive diesel (serie TE3, 2TE10, TEM2) tutte di fabbricazione sovietica, svariate elettromotrici delle classi SR3, ER2, ER2m e quelle di nuova costruzione per le ferrovie georgiane ES.
Le ferrovie della Georgia servono i due importanti porti di Batumi e Poti.
Le linee da Nikozi a Tskhinvali (5 km) e da Ochamchira al fiume Inguri sono dismesse.